# Dale Brown
Pour les articles homonymes, voir Dale Brown (homonymie) et Brown.
Dale Duward Brown dit Dale Brown, né le 31 octobre 1935 à Minot (Dakota du Nord) est un entraîneur américain de basket-ball.
En un quart de siècle, il est l'entraîneur le plus victorieux de l'équipe de basket-ball de l'Université d'État de Louisiane (LSU). Sous sa houlette, les Tigers ont atteint le Final Four en 1981 et 1986. Il est l'entraîneur qui a découvert le futur champion NBA Shaquille O'Neal.